# Мещеряков, Николай Иванович
Никола́й Ива́нович Мещеряко́в (2 апреля 1925, Чекашевы Поляны — 21 июня 1979) — советский военнослужащий, участник Великой Отечественной войны, полный кавалер ордена Славы, стрелок 1079-го стрелкового полка 312-й стрелковой дивизии 69-й армии 1-го Белорусского фронта, младший сержант — на момент представления к награждению орденом Славы 1-й степени.

## Биография
Родился 2 апреля 1925 года в селе Чекашевы Поляны. Окончил 4 класса. Работал в колхозе.
В Красной Армии и в боях Великой Отечественной войны с января 1943 года. В ходе боёв четыре раза ранен.
Стрелок 1079-го стрелкового полка красноармеец Мещеряков 18 октября 1944 года в районе города Пулавы в составе батальона атаковал позиции противника и ворвался во вражеские траншеи. Но в ходе атаки выбыл из строя пулемётный расчёт. Стрелковые цепи лишились огневой поддержки. Мещеряков под сильным огнём противника добрался до пулемёта и истребил четырнадцать вражеских солдат. В этом бою он был ранен, но остался в строю.
Приказом командира 312-й стрелковой дивизии от 31 октября 1944 года за мужество, проявленное в боях с врагом, красноармеец Мещеряков награждён орденом Славы 3-й степени.
14 января 1945 года около населённого пункта Станиславув Мещеряков первым поднялся в атаку, увлекая за собой остальных бойцов, ворвался в траншею противника. В бою уничтожил двенадцать противников. Был ранен, но продолжал выполнять боевую задачу.
Приказом по 69-й армии от 20 февраля 1945 года красноармеец Мещеряков награждён орденом Славы 2-й степени.
Младший сержант Мещеряков 18 апреля 1945 года в районе севернее города Франкфурт-на-Одере в числе первых переправился через реку Молен и вместе с батальоном выбил противника из занимаемых позиций. Когда противники предприняли контратаку, Мещеряков из трофейного пулемёта сразил четырнадцать автоматчиков, своим огнём помог переправиться роте.
28 апреля 1945 года в бою у населённого пункта Петерсдорф при отражении атаки врага Мещеряков вступил в рукопашную схватку. Огнём из автомата и гранатами истребил восемь солдат противника.
Указом Президиума Верховного Совета СССР от 15 мая 1946 года за мужество, отвагу и героизм младший сержант Мещеряков Николай Иванович награждён орденом Славы 1-й степени.
В 1947 году демобилизован. Жил в селе Токмово Ковылкинского района. Работал в колхозе «Россия».
Награждён орденами Славы 1-й, 2-й и 3-й степени, медалями.
Умер 21 июня 1979 года.